# KooKoo
KooKoo es el primer álbum de estudio solista de la cantante estadounidense Debbie Harry, publicado el 27 de julio de 1981 por Chrysalis Records. La imagen de carátula del disco fue creada por el reconocido artista H. R. Giger, quien había diseñado el aspecto del alienígena de la película de ciencia ficción y horror Alien dos años antes. Se convirtió en un éxito comercial, aunque no tuvo mucho apoyo crítico.

## Producción y lanzamiento
KooKoo fue un proyecto paralelo de Harry y Stein durante un receso de Blondie. Para la producción convocaron a Nile Rodgers y Bernard Edwards de Chic, quienes luego producirían trabajos para David Bowie (Let's Dance, 1982), Duran Duran (Notorius, 1986) y Madonna (Like a Virgin, 1984). En KooKoo se pueden encontrar trazos sonoros que fusionan rock, funk y dance que serían continuados en estos trabajos posteriores. Además de producir, Edwards y Rodgers tocaron instrumentos, miembros de Devo participaron en los coros y varios músicos de jazz y otros ritmos aportaron percusión y vientos. Los críticos generalmente destacaron el carácter oscuro de las composiciones, contrastante con los trabajos previos tanto de Blondie como de Chic.
El aspecto estético del álbum fue muy elaborado y polémico. Harry quería despegarse de la imagen de Blondie y tiñó su cabello oscuro. La portada, elaborada sobre una foto de Brian Aris, la muestra en primer plano, con el pelo recogido hacia atrás y la cara atravesada por cuatro agujas. Giger realizó otras opciones, una de las cuales fue utilizada en el sobre interno del vinilo. Según Harry, las imágenes le dieron la inspiración para el título ("kookoo" es un adjetivo coloquial inglés para referirse a algo extraño o retorcido) y manifestó estar muy conforme con el resultado y su mezcla de "punk, acupuntura y ciencia ficción". Chrysalis realizó pósteres para colocar en lugares públicos y las autoridades del Metro de Londres la consideraron muy perturbadora y los retiraron. Giger también dirigió videoclips para "Backfired" (el primer single) y "Now I Know You Know". Muchas fotografías del maquillaje, vestuario, escenografía y filmación fueron tomadas por Stein y se encuentran disponibles en sus libros y en Internet.
El primer single fue "Backfired", una canción que mezcla elementos funk y dance, que alcanzó éxito moderado: N.º 24 en Australia, N.º 32 en Reino Unido y N.º 43 en Estados Unidos. El siguiente fue "The Jam Was Moving", que solo alcanzó el N.º 82 en Estados Unidos y no contó con video. "Chrome" o "Jump Jump" fueron publicados en algunos territorios como tercer single.
KooKoo llegó al N.º 6 en Reino Unido y fue certificado disco de Plata (60 mil copias) y al N.º 25 en Estados Unidos, donde fue certificado Oro (500 mil copias). Tuvo un comportamiento comercial similar en otros países, como Canadá (N.º 17, Oro), Nueva Zelanda (N.º 17), Suecia (N.º 7) y Noruega (N.º 24). Fue reeditado en CD con bonus tracks en 1994, 1999 y para su 30° aniversario en 2011, incluyendo en esta edición un remix inédito de "Inner City Spillover" y un ensayo extenso y detallado sobre la obra.

## Lista de canciones
| KooKoo (vinilo y cassette - lado A) |                        |                               |          |  |
| N.º                                 | Título                 | Escritor(es)                  | Duración |  |
| 1.                                  | «Jump Jump»            | Deborah Harry, Chris Stein    | 4:04     |  |
| 2.                                  | «The Jam Was Moving»   | Bernard Edwards, Nile Rodgers | 2:59     |  |
| 3.                                  | «Chrome»               | Harry, Stein                  | 4:17     |  |
| 4.                                  | «Surrender»            | Edwards, Rodgers              | 3:37     |  |
| 5.                                  | «Inner City Spillover» | Harry, Stein                  | 5:04     |  |
| 19:52                               |                        |                               |          |  |

| KooKoo (vinilo y cassette - lado B) |                       |                                |          |  |
| N.º                                 | Título                | Escritor(es)                   | Duración |  |
| 1.                                  | «Backfired»           | Edwards, Rodgers               | 4:54     |  |
| 2.                                  | «Now I Know You Know» | Edwards, Rodgers               | 5:39     |  |
| 3.                                  | «Under Arrest»        | Edwards, Harry, Rodgers, Stein | 3:03     |  |
| 4.                                  | «Military Rap»        | Harry, Stein                   | 3:51     |  |
| 5.                                  | «Oasis»               | Edwards, Harry, Rodgers, Stein | 4:59     |  |
| 22:18                               |                       |                                |          |  |

| KooKoo (CD - reedición 1991) |                        |                                |          |  |
| N.º                          | Título                 | Escritor(es)                   | Duración |  |
| 1.                           | «Jump Jump»            | Deborah Harry, Chris Stein     | 4:04     |  |
| 2.                           | «The Jam Was Moving»   | Bernard Edwards, Nile Rodgers  | 2:59     |  |
| 3.                           | «Chrome»               | Harry, Stein                   | 4:17     |  |
| 4.                           | «Surrender»            | Edwards, Rodgers               | 3:37     |  |
| 5.                           | «Inner City Spillover» | Harry, Stein                   | 5:04     |  |
| 6.                           | «Backfired»            | Edwards, Rodgers               | 4:54     |  |
| 7.                           | «Now I Know You Know»  | Edwards, Rodgers               | 5:39     |  |
| 8.                           | «Under Arrest»         | Edwards, Harry, Rodgers, Stein | 3:03     |  |
| 9.                           | «Military Rap»         | Harry, Stein                   | 3:51     |  |
| 10.                          | «Oasis»                | Edwards, Harry, Rodgers, Stein | 4:59     |  |
| 42:10                        |                        |                                |          |  |

| KooKoo (CD - reedición 1994 / digital) |                                |                  |          |  |
| N.º                                    | Título                         | Escritor(es)     | Duración |  |
| 11.                                    | «Backfired» (12" Mix)          | Edwards, Rodgers | 6:23     |  |
| 12.                                    | «The Jam Was Moving» (12" Mix) | Edwards, Rodgers | 5:03     |  |
| 53:33                                  |                                |                  |          |  |

| KooKoo (CD - reedición 1999) |                       |                  |          |  |
| N.º                          | Título                | Escritor(es)     | Duración |  |
| 11.                          | «Backfired» (12" Mix) | Edwards, Rodgers | 6:23     |  |
| 48:30                        |                       |                  |          |  |

| KooKoo (CD - reedición 2011) |                                |                  |          |  |
| N.º                          | Título                         | Escritor(es)     | Duración |  |
| 11.                          | «Backfired» (12" Mix)          | Edwards, Rodgers | 6:23     |  |
| 12.                          | «The Jam Was Moving» (12" Mix) | Edwards, Rodgers | 5:03     |  |
| 13.                          | «Inner City Spillover»         | Harry, Stein     | 5:58     |  |
| 59:22                        |                                |                  |          |  |